# Bockhuf

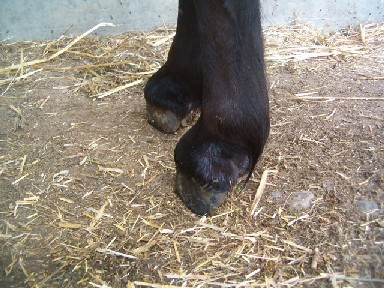
Vorderhufe eines Ponys, das seit seiner Jugend an Bockhufen leidet.

Mit Bockhuf oder Sehnenstelzhuf wird eine besondere Form der Fehlstellung der Gliedmaße von Pferden bezeichnet. Im extremen Fall geht nicht nur die Stellung, sondern auch die Form des Hufes verloren. Der Huf ist zu steil, um ihn normal zu belasten und zu benutzen.

## Symptome
Die Huf-Fessel-Achse ist gebrochen. Das Krongelenk und das Hufgelenk befinden sich in Beugestellung. Äußerlich ist diese Fehlstellung leicht zu erkennen. Betrachtet man den Huf exakt von der Seite, dann sollten im Idealfalle, wenn das Pferd mit beiden Vorderhufen und beiden Hinterhufen nebeneinander steht, die Oberseite der Hufwand und eine mittig durch das Fesselbein gedachte Linie parallel zueinander sein. Von einem Bockhuf spricht man erst, wenn diese Fehlstellung so offensichtlich ist, dass sie sofort als eine unnatürliche Stellung auffällt bzw. sich der Huf verformt und sich damit dieser unnatürlichen Stellung angepasst hat.

## Ursachen, Krankheitsverlauf und mögliche Folgen
Man unterscheidet den angeborenen Sehnenstelzfuß mit Beteiligung der tiefen Beugesehne und den erworbenen Sehnenstelzfuß mit Beteiligung der tiefen Beugesehne. Für den Erworbenen liegen die Ursachen meist schon in der Kindheit des Pferdes. Ein Bockhuf – insbesondere wenn er nur an einer Vordergliedmaße zu finden ist – ist nicht genetisch bedingt, sondern erworben. In der Regel kommt ein Fohlen mit vier gesunden Hufen auf die Welt. Ein Fohlen, das zu grasen beginnt, hat einen zu kurzen Hals. Die Beine sind unproportional zu lang. Einige Fohlen spreizen die Vorderbeine, um grasen zu können, andere belasten die Zehen der Vorderhufe. In Verbindung mit Bewegungsmangel durch Boxenhaltung und Vernachlässigung der Hufbearbeitung können sich solche Haltungsfehler dauerhaft manifestieren. Aber auch Verletzungen die zu einer Schonhaltung beim Fohlen führen, können die Entstehung dieses Sehnenstelzfußes auslösen.
Mit der Beugung der Zehengelenke nimmt das Hufbein eine immer steilere Stellung ein. Die weiße Linie wird unnatürlich weit. Das Pferd kann seine Leistungs- und Bewegungsfähigkeit verlieren.

## Vorbeugung und Behandlung
Präventiv kann ein Pferdebesitzer oder Züchter dafür sorgen, dass die Hufe nicht vernachlässigt werden, sondern dass von Anfang an auf eine gesunde Entwicklung der Hufe geachtet wird.
Ist das Pferd erst ausgewachsen, ist ein Bockhuf nicht mehr oder nur noch sehr bedingt zu behandeln. Würde der Huf durch Kürzen der Trachten flacher gestellt werden, würde das die tiefe Beugesehne überlasten, eine Reizung oder Entzündung der Sehne oder der komplexen Hufrolle wären die Folge. Durch die Fehlbelastung des Hufes die durch das Kürzen der Trachen entstehen kann, entwickelt sich häufig eine Belastungsrehe an diesem Huf. Beim erwachsenen Pferd kann im Wesentlichen nur dafür gesorgt werden, dass dieser Prozess nicht fortschreitet. In einigen Fällen kann die tiefe Beugesehne operativ durch Einschneiden ihres Unterstützungsbandes verlängert werden.
Solange die Knochen noch ein Längenwachstum haben, etwa bis zum Alter von 4 Jahren, ist auch die Sehne noch in der Lage sich zu verlängern. In dieser Zeit kann der Huf durch regelmäßige kompetente Bearbeitung durch einen Hufschmied oder alternativen Hufbearbeiter langsam in eine bessere Stellung zurückgeführt werden. Wichtig ist, dass dabei behutsam vorgegangen wird, um eine Überlastung der Sehne zu vermeiden.